# Mr. Robot
Mr. Robot és una sèrie de televisió estatunidenca de caràcter thriller-dramàtic creada per Sam Esmail. El 27 de maig de 2015, l'estrena del capítol pilot va ser tan ben rebuda que la sèrie va ser renovada una segona temporada abans de ser estrenada pel canal USA Network el 24 de juny de 2015. L'estiu de 2016 es va anunciar la tercera temporada, tot i els resultats decebedors de la segona temporada en l'audiència i crítica. Ha estat subtitulada al català.

## Argument
La sèrie explica les peripècies d'Elliot Alderson, un jove hacker que viu a New York. Aquest treballa d'enginyer de seguretat informàtica en una companyia dedicada a això, AllSafe. El seu trastorn ansiós-depressiu i la seva antisociabilitat fan que pateixi paranoia. Elliot és reclutat per un misteriós anarquista anomenat Mr. Robot i s'uneix el seu equip de hacktivistes conegut com a "fsociety". La seva missió és acabar amb E Corp (anomenada Evil Corp per Elliot), una de les corporacions més grans del món, per la qual la seva empresa treballa.

## Desenvolupament
Al juliol de 2014 USA Network va ordenar un pilot per a una sèrie dramàtica titulada Mr. Robot produïda per Sam Esmail. Al setembre de 2014 es va confirmar que Rami Malek prendria el paper principal, mentre que Carly Chaikin i Portia Doubleday tindrien els papers de Darlene i Angela respectivament. A l'octubre es va anunciar que Christian Slater exerciria el paper de Mr. Robot i que l'actor suec Martin Wallström s'unia al repartiment.
Al desembre de 2014 la cadena va donar a conèixer l'ordre de deu episodis de la primera temporada, a estrenar-se el 24 de juny de 2015.
El 27 de maig de 2015 va estrenar l'episodi pilot en diversos llocs del web com a estratègia de promoció. El president de la cadena USA Network va dir sobre això que la idea de fer això és per trencar amb els límits i arribar a noves audiències.
El 26 agost 2015 USA Network, la cadena emissora de la sèrie, va decidir no emetre el capítol de final de temporada per l'assassinat de dos periodistes a Virgínia, Estats Units. Segons van argumentar des de la cadena "el capítol filmat prèviament contenia una escena gràfica similar en la seva naturalesa al que ha passat avui en els tràgics successos a Virgínia".

## Repartiment
| Personatge               | Actor                  | Detalls                                                                                   |
| Elliot Alderson          | Rami Malek             | Tècnic de seguretat d'AllSafe i pirata informàtic.                                        |
| Mr. Robot                | Christian Slater       | Anarquista que recluta a Elliot per a un grup de pirates informàtics que es diu FSociety. |
| Angela Moss              | Portia Doubleday       | Amiga de la infància d'Elliot, que també treballa a Allsafe.                              |
| Darlene                  | Carly Chaikin          | Membre d'FSociety i germana d'Elliot Alderson                                             |
| Tyrell Wellick           | Martin Wallström       | Directiu d'E Corp.                                                                        |
| Gideon Goddard           | Michel Gill            | Cap d'Allsafe d'Elliot, Angela i Ollie.                                                   |
| Krista Gordon            | Gloria Reuben          | Psicòloga d'Elliot.                                                                       |
| Shayla                   | Frankie Shaw           | Veïna d'Elliot.                                                                           |
| Ollie Parker             | Ben Rappaport          | Xicot d'Angela.                                                                           |
| Dominique "Dom" DiPierro | Grace Gummer           | Agent de l'FBI.                                                                           |
| Joanna Wellick           | Stephanie Corneliussen | Dona de Tyrell, que pareix un fill                                                        |

## Temporades[6]
| Temporada | Temporada | Episodis | Emissió original     | Emissió original       |
| Temporada | Temporada | Episodis | Inici                | Final                  |
| --------- | --------- | -------- | -------------------- | ---------------------- |
|           | 1         | 10       | 24 de juny de 2015   | 2 de setembre de 2015  |
|           | 2         | 12       | 13 de juliol de 2016 | 21 de setembre de 2016 |
|           | 3         | 10       | 11 d'octubre de 2017 | 13 de desembre de 2017 |
|           | 4         | 13       | 6 d'octubre de 2019  | 22 de desembre de 2019 |

## Exactitud de la sèrie[8]
El director de la sèrie, Sam Esmail, té nocions sobre la programació. Entén que la majoria de films i sèrie sobre hackers no tenen res a veure amb la realitat. Per aquest motiu, va buscar un consultor de seguretat de la ciberdelinqüència per tal de dotar Mr. Robot de la màxima exactitud possible. Michael Bazzell, el consultor de tècnic de la sèrie, fou detectiu de ciberdelinqüència durant 15 anys, 10 dels quals va treballar a la força especial de ciberdelinqüència de la FBI.
Gràcies als coneixements que ja tenia el director junt amb l'ajuda de Bazzell, han sabut com retratar les situacions de casos com els que s'identifiquen en la sèrie. Per exemple, la sèrie mostra casos d'enginyeria social o el phishing per tal d'aconseguir informació sobre altres personatges. Tot el codi que es mostra a la sèrie és totalment precís, el mateix director es preocupa pel realisme del codi que està disposat a modificar escenes o l'argument per trobar una manera de fer una representació fidel a la realitat.
Esmail també va contractar Kor Adana (antic analista de seguretat de xarxa i responsable forense per a Toyota Motor Sales) i James Plouffe (arquitecte de solucions principals a MobileIron) com els seus assessors per supervisar la precisió tècnica de la sèrie. A la segona temporada, Adana va reunir un equip de pirates informàtics i experts en seguretat cibernètica inclosos Jeff Moss (fundador i director de conferències de seguretat informàtica Black Hat i DEF CON), Marc Rogers (investigador principal de seguretat de Cloudflare i cap de seguretat de DEF CON), Ryan Kazanciyan (arquitecte en seguretat de Tanium) i Andre McGregor (director de seguretat de Tanium i antic agent cibernètic especial de l'FBI) per ajudar-lo en l'autenticitat dels hacks i la tecnologia que s'utilitza. Els membres de l'equip tècnic es realitzen en escenaris de pirateria, enregistrats i reconstruïts mitjançant animació Flash. El procés d'animació el realitza l'animador Adam Brustein sota la supervisió directa del propi Kor Adana.
La sèrie mostra com Elliot Alderson, FSociety i altres hackers són persones com qualsevol altra: tenen una feina i una vida, igual que podria tenir una persona considerada normal i corrent. No segueixen l'estereotip del hacker maliciós que és motivat pels diners, sinó que poden ser hackers que busquen el bé. És important també dir que la paraula hacker, malgrat les seves connotacions negatives, no significa que siguin "dolents". Aquells que es mouen per un ànim criminal s'anomenen pirates informàtics. Moltes produccions mostren l'acció del hackeig de manera molt poc realista, d'altíssima velocitat i amb resultats exitosos immediats. En canvi, a Mr. Robot l'espectador pot veure com els personatges fracassen i s'enfronten als obstacles. És cert que no es pot mostrar el procés complet, ja que requereix molt de temps, planifiació i una bona execució per aconseguir el resultat desitjat però, fins i tot seguint aquests requisits hi poden haver errors i és això que també presenta Sam Esmail a la seva sèrie.
Mr. Robot ha estat àmpliament elogiada per la seva precisió tècnica per nombroses empreses i serveis de ciberseguretat com Avast, Panda Security, Avira, Kaspersky, ProtonMail, i bloggers que analitzen i comenten la tecnologia i els aspectes tècnics de la sèrie després de cada episodi.
A part dels aspectes tècnics, també profunditza molt en la psicologia d'un personatge altament complicat i aconsegueix ficar l'espectador en el seu cap, fent que vegi el món des de la seva perspectiva i està afectat pels seus trastorns i pensaments. En una entrevista amb Terry Gross per al programa de ràdio Fresh Air, Malek va dir que va adreçar-se a un psicòleg per conèixer l'esquizofrènia, el trastorn dissociatiu de la identitat i l'ansietat social. Quan es trobava a reunions amb Esmail, el coneixement de Malek sobre els temes va portar a Esmail a portar al psicòleg com a consultor per a la sèrie.

### Eines que existeixen a la realitat
Moltes de les eines i aplicacions que fan servir els personatges de Mr. Robot tenen el seu equivalent a la vida real.
- Pwn Phone
- NTPassword
- MagSpoof

## Influències
Sam Esmail ha reconegut diverses influències importants a la sèrie, com American Psycho, Taxi Driver, A Clockwork Orange, i The Matrix. En particular, Esmail va acreditar Fight Club com la inspiració del personatge principal, que té un trastorn dissociatiu de la identitat, creant una nova personalitat del seu pare difunt en forma de hacker, així com per l'esperit anticonsumista, antisistema i anticapitalista dels seus personatges. Els comentaristes també han assenyalat el paral·lelisme en el seu argument sobre l'eliminació dels registres de deutes dels consumidors a la pel·lícula. Tot i així, va remarcar Lauren Lawson per a GQ: "Mr. Robot eleva la fórmula de Fight Club: la ratllada mental de la sèrie ens porta a pensar en la societat (la d'Elliot i la nostra) d'una manera exigent, però no és l'esdeveniment principal. Podeu veure Fight Club una vegada i pràcticament entendre el panorama complet, però es necessitaran anys de visionatge acadèmic per respondre a les preguntes que planteja Mr. Robot." En una entrevista, Esmail explica com sonava la cançó que David Fincher va fer servir per subratllar el clímax de Fight Club ("Where is my mind?") quan Elliot inicia el hack en l'episodi nou, que es pretén com a missatge a l'audiència que sap que la inspiració la van prendre de la pel·lícula. La narració del protagonista va estar influïda per Taxi Driver, i altres influències esmentades van incloure Risky Business en la seva música, Blade Runner per al desenvolupament del personatge i la sèrie de televisió Breaking Bad per a l'arc narratiu.

## Llocs de rodatge
La sèrie es filma a Nova York. Els llocs de rodatge inclouen Silvercup Studios i Coney Island, que serveix d'exterior de la base d'operacions per a "fsociety", el grup de pirateria. Com que l'equip de producció no va poder tancar Times Square per rodar, les escenes a Times Square al final de la primera temporada van ser rodades a la nit just abans del cap de setmana de vacances del 4 de juliol per capturar la zona més buida mentre es van realitzar altres escenes a plató. La producció de la segona temporada va començar el 7 de març de 2016 i va començar a rodar a la ciutat de Nova York.

## Aftershows
El juny de 2016, USA Network va anunciar Hacking Robot, un programa en directe que va ser presentat per Andy Greenwald durant la segona temporada. Hacking Robot va debutar després de l'estrena de la segona temporada i es va emetre de nou després del desè episodi. A més, una programa setmanal exclusiu per a la web, titulat Mr. Robot Digital After Show es va estrenar al lloc web de The Verge i USA Network després del tercer episodi, i va continuar també a la tercera temporada.